# هبة حيدري
هبة حيدري (25 أكتوبر 1989 - ) إعلامية ومذيعة سورية من مدينة حلب كانت تعمل في قناة إم بي سي 1.
وانتقلت مؤخراً الى قناة المشهد الاعلامية السورية هبة حيدري تنضم لاسرة "المشهد"
درست إدارة أعمال في جامعة دمشق قبل الانتقال إلى الإمارات لدراسة دبلوم إعلام في تحرير الأخبار والتقديم التلفزيوني من «أكاديمية فوكس للاستشارات والتدريب والتطوير الإعلامي» بدبي 
ومن ثم العمل في قنوات إم‌ بي‌ سي منذ عام 2017.